# Pseudosybroides flavescens
Pseudosybroides flavescens är en skalbaggsart. Pseudosybroides flavescens ingår i släktet Pseudosybroides och familjen långhorningar.

## Underarter
Arten delas in i följande underarter:
- P. f. flavescens
- P. f. subdensepunctata